# BlueArc
BlueArc Corporation — производитель сетевых устройств хранения данных со штаб-квартирой в Сан-Хосе (Калифорния, США). Передовым продуктом компании является семейство систем хранения данных Titan 2000, представляющих собой высокопроизводительные сетевые системы хранения данных ориентированные на рынки, которые зависят от обработки больших объёмов данных. BlueArc конкурирует в этой области с такими компаниями как EMC, Network Appliance, Sun Microsystems и менее крупными, такими как Isilon.
Серию устройств BlueArc отличает их аппаратная архитектура, в основе которой лежит технология ПЛИС (FPGA). Система Titan, установившая мировой рекорд по производительности для одиночных и двойных систем в тесте SPECsfs (тест NFS предоставляемый SPEC.org), имеет модульную архитектуру, позволяет техническому персоналу в полевых условиях обновлять системное встроенное ПО, аппаратное обеспечение и расширять хранилище.
7 сентября 2011 года BlueArc была куплена компанией Hitachi Data Systems